# محوطه دهور زرده
محوطه دهور زرده در شهرستان خرم‌آباد، بخش پاپی، دهستان کشور، ۸۵۰ متری غرب روستای زرده واقع شده و این اثر در تاریخ ۱۸ اسفند ۱۳۸۷ با شمارهٔ ثبت ۲۵۲۶۴ به‌عنوان یکی از آثار ملی ایران به ثبت رسیده است.